# Mercat del Ram de Vic
El Mercat del Ram és una important fira anual que se celebra a Vic (Osona), precedint el Diumenge de Rams i la Setmana Santa, amb uns orígens agrícoles i ramaders, que ha esdevingut una exposició multisectorial amb diversitat de productes, expositors i visitants.

## Història
El mercat de Vic ja consta en el precepte del rei Odó el 888. S'ha celebrat sempre en dissabte. L'emplaçament on tenia lloc el mercat, va esdevenir la plaça Major de Vic. Hi ha constància almenys des del 911. Les cases que envolten la plaça principal de la ciutat foren en els seus inicis les cases dels mateixos mercaders que muntaven la parada al mercat del dissabte, que esdevingué un centre regional d'intercanvi, bàsicament de productes agrícoles i ramaders, reunint  pagesos i comerciants de tot el comtat d'Osona. Aquí s'hi feia la benedicció dels rams i palmes el Diumenge de Rams, per aquest motiu, el mercat del dissabte previ es començà a conèixer com a Mercat del Ram. Al segle xii la plaça s'anomenava Mercadal.
A partir del segle xiv, a part dels mercats setmanals, començaren a celebrar-se fires anuals que duraven diversos dies. El Mercat del Ram va anar adquirint importància, patint un declivi important els segles XVI i XVII amb les guerres entre bàndols que assolaren la Plana de Vic, però passada la guerra de Successió (1705-1714) s'inicià una progressiva recuperació del mercat vigatà. El 1930 se li donà el caràcter modern de fira de maquinària agrícola, exposició selecta de bestiar i altres productes; decaigué en 1936-45 i reprengué després amb el caràcter de fira de mostres. De mica en mica s'hi han incorporat noves manifestacions i activitats econòmiques populars, folklòriques i ludicorecreatives en general (concurs de pintura ràpida, competicions esportives, mostres gastronòmiques, exhibicions eqüestres, itineraris culturals, etc.), que l'han convertit en una de les fires de dimensions més grans i amb més projecció de Catalunya.
Inicialment se celebrava del dissabte del Ram al de Glòria, i des del 1976, des del dissabte abans del del Ram fins al diumenge de Rams. Actualment la fira s’inaugura el divendres abans del diumenge de Rams i es tanca el mateix diumenge.
Actualment les activitats relacionades amb el sector agroramader tenen lloc al pavelló ramader del recinte firal El Sucre, el sector agrogastronomic s'emplaça a la Rambla del Passeig i la Casa de Pagès, proposta d’activitats per a les famílies per fer divulgació del sector primari, a la plaça dels Màrtirs. El dissabte del Mercat del Ram s'omple la plaça Major de parades de palmes, palmons i llorer.

## Activitats
- Mostres i activitats culturals.
- Competicions esportives.
- Activitats lúdiques de tota mena.
- Mostres i xerrades sobre ramaderia.
- Exposicions i xerrades.